# Estación de Utiel
Utiel es una estación de ferrocarril situada en el municipio español de Utiel, en la provincia de Valencia, Comunidad Valenciana. Las instalaciones forman parte de la línea C-3 de Cercanías Valencia, siendo su terminal oeste. Antiguamente la estación de Utiel llegó a tener cierta relevancia en el contexto ferroviario español, disponiendo de importantes instalaciones, aunque en época reciente su importancia se ha reducido considerablemente.

## Situación ferroviaria
La estación se encuentra situada en el punto kilométrico 264,9 de la línea férrea de ancho ibérico que une Aranjuez con Valencia, a 742 metros de altitud, entre los apeaderos de Las Cuevas y San Antonio de Requena. El tramo es de vía única y está sin electrificar.

## Historia

### Primeros tiempos
La estación fue abierta al tráfico el 1 de octubre de 1885 con la finalización del tramo Venta Mina-Utiel de la línea que pretendía unir inicialmente Valencia con Cuenca, aunque finalmente se detuvo en Utiel. Las obras corrieron a cargo de la Sociedad de los Ferrocarriles de Cuenca a Valencia y Teruel, que en 1886 pasó a ser conocida como la Compañía de los Caminos de Hierro del Este de España. Sin grandes tráficos estables ni enlaces con ninguna línea de peso, «Este» se vio abocada a la bancarrota, siendo anexionada por la compañía «Norte» en 1892. Debido a su carácter de estación término, desde sus inicios Utiel llegó a disponer de una placa giratoria para facilitar la inversión de marcha de las locomotoras de vapor. 

### Bajo RENFE y Adif
La compañía «Norte» mantuvo la gestión de la estación hasta la nacionalización de la red de ancho ibérico en 1941 y la creación de RENFE. Para esa época se encontraba en construcción de la línea Cuenca-Utiel, cuyas obras se habían iniciado en la década de 1920 bajo los auspicios del plan Guadalhorce que implementó la dictadura de Primo de Rivera. Este trazado no entró en servicio hasta 1947, tras su inauguración bajo la dictadura de Francisco Franco. Otro trazado que también se hallaba en construcción entonces era la línea Baeza-Utiel, que a su vez formaba parte de un proyecto mucho más ambicioso, el ferrocarril Baeza-Saint Girons. Debido a ello, se realizaron diversas intervenciones en la estación de Utiel de cara a su adaptación para cuando entrase en servicio la línea Baeza-Utiel, lo que la convertiría en un importante nudo ferroviario. No obstante, en la década de 1960 este proyecto ferroviario fue abandonado, por lo que Utiel continuó siendo una estación pasante.
Desde el 1 de enero de 2005, tras la extinción de la antigua RENFE, el ente Adif es el titular de las infraestructuras. En 2021, debido a los daños provocados en la infraestructura por la borrasca Filomena, los trenes procedentes de Madrid que llegaban a la estación de Utiel quedaron suspendidos. Dos años después el trazado comprendido Tarancón y Utiel fue clausurado al tráfico por decisión del consejo de ministros. Todo ello supuso que Utiel se convirtiera en una estación de carácter terminal.

## La estación

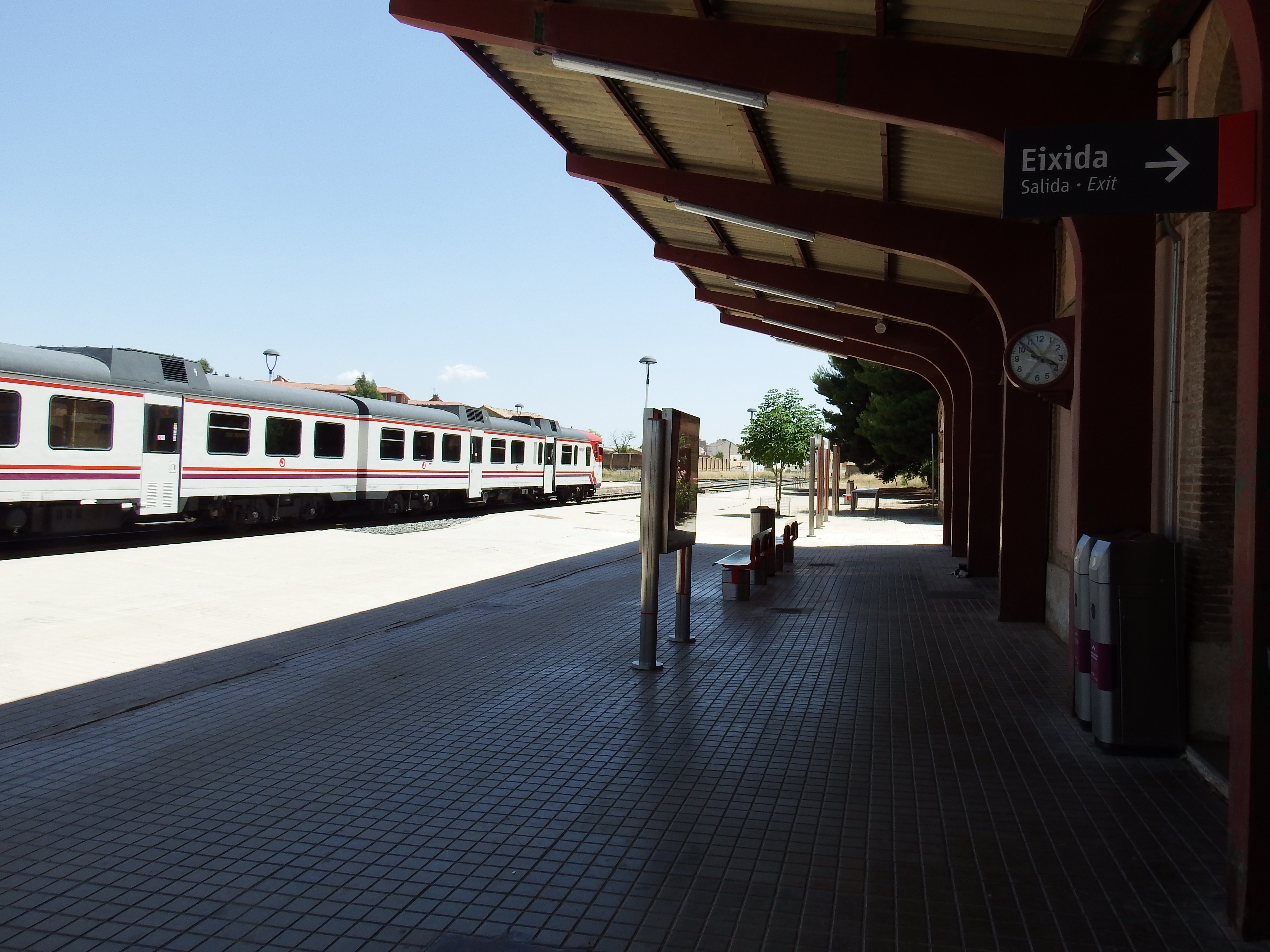
Vista del andén principal de la estación, en una imagen de 2021.

Las instalaciones ferroviarias se encuentran situadas al noreste del núcleo urbano. La estación cuenta con edificio para viajeros de dos plantas con torreón lateral de una planta más. Un edificio auxiliar, de similares características pero sin torreón completa la estación que luce un aspecto sobrio que solo rompen los arcos de medio punto que adornar los vanos del recinto. Dispone de dos andenes, uno lateral cubierto y otro central al que acceden tres vías.

## Servicios ferroviarios

### Cercanías
Forma parte de la línea C-3 de Cercanías Valencia siendo su terminal oeste. Ocho trenes diarios recorren el trayecto con Valencia uniendo ambos municipios en algo menos de dos horas. Algunas trenes son CIVIS y permiten recortar la duración a algo menos de hora y media.
| procedencia/destino | < estación             | Línea |
| ------------------- | ---------------------- | ----- |
| Valencia-Norte      | San Antonio de Requena |       |